# XFEL châu Âu

Các quốc gia thành viên tham gia dự án European XFEL được bôi đậm.

European X-ray free-electron laser (tạm dịch Trung tâm laser electron tự do tia X châu Âu, viết tắt tiếng Anh là European XFEL) là một cơ sở nghiên cứu sử dụng các chùm laser electron tự do ở bước sóng cỡ tia X để nghiên cứu cấu trúc vật chất vi mô ở cấp độ nano mét và cấp độ nguyên tử. Các tia laser đầu tiên được sản xuất vào tháng 5 năm 2017, cơ sở bắt đầu vận hành người sử dụng vào tháng 9 năm 2017. Dự án quốc tế với 11 nước tham gia  (Đan Mạch, Hungary, Ý, Ba Lan, Nga, Slovakia, Tây Ban Nha, Thụy Điển và Thụy Sĩ) nằm ở các bang liên bang của Hamburg và Schleswig-Holstein.
Một chùm laser electron tự do tạo ra bức xạ điện từ cường độ cao bằng cách đẩy các electron vào các tốc độ tương đối và hướng chúng thông qua các cấu trúc từ đặc biệt. 
Đây là là một máy gia tốc thẳng siêu dẫn nằm trong tổ hợp đường hầm dài 3,4 kilomet ở độ sâu 40 m bên dưới thành phố Hamburg và thị trấn Schenefeld ở gần đó. XFEL hoạt động thông qua tăng tốc các cụm electron đến gần vận tốc ánh sáng, trước khi ném chúng xuống đường dốc chữ chi kiểm soát bởi hệ thống nam châm gọi là máy gợn sóng. Khi các electron ngoặt hướng, chúng phát ra chớp sáng tia X và các hạt tương tác với bức xạ này, tụ lại càng chặt hơn. Trạng thái nén chặt của chúng không chỉ tăng cường mức độ phát sáng mà còn mang lại độ gắn kết. Về cơ bản, các tia X trở nên đồng nhất và có đặc tính của ánh sáng laser. Chùm sáng sẽ chiếu xuyên qua và làm lộ rõ mọi vật trên đường đi của nó ở cấp độ nguyên tử, bao gồm phân tử protein trong cơ thể người hay chất xúc tác dùng để sản xuất hóa chất công nghiệp.
XFEL Châu Âu được xây dựng sao cho các electron tạo ra ánh sáng tia X trong quá trình đồng bộ hóa, dẫn đến các xung X-quang cường độ cao với các tính chất của ánh sáng laser và ở cường độ sáng hơn nhiều so với các nguồn sáng thông thường của synchrotron.

## Địa điểm
Đường hầm dài 3,4 km (2.1 dặm) cho XFEL châu Âu có bộ tăng tốc tuyến tính siêu dẫn và chùm tia photon chạy từ 6 đến 38 m (20 đến 125 ft) dưới lòng đất từ địa điểm của trung tâm nghiên cứu DESY ở Hamburg đến thị trấn Schenefeld ở Schleswig-Holstein, nơi đặt trạm thực nghiệm, phòng thí nghiệm và các tòa nhà hành chính.

## Gia tốc
Các điện tử được gia tốc tới năng lượng lên đến 17,5 GeV bằng một máy gia tốc tuyến tính dài 2,1 km (1.3 dặm) với các hốc RF siêu dẫn. Việc sử dụng các bộ phận gia tốc siêu dẫn được phát triển tại DESY cho phép lên đến 27.000 lần lặp lại mỗi giây, nhiều hơn đáng kể so với các tia X ở Mỹ và Nhật Bản có thể đạt được. Các electron sau đó được đưa vào các từ trường của các nam châm đặc biệt của nam châm được gọi là các undulators, nơi chúng theo các quỹ đạo cong dẫn đến sự phát xạ của tia X trong phạm vi 0,05 đến 4,7 nm.

## Laser
Ánh sáng tia X được tạo ra bởi Phát xạ Tự phát Tự phát (Sute), trong đó các electron tương tác với bức xạ mà chúng hoặc các hàng xóm của chúng phát ra. Kết quả là phát xạ tự phát các gói bó chặt của bức xạ được khuếch đại như ánh sáng laze. Độ sáng đỉnh của XFEL Châu Âu cao gấp hàng tỷ lần so với các nguồn ánh sáng tia X thông thường, trong khi độ sáng trung bình cao gấp 10.000 lần. Năng lượng electron cao hơn cho phép tạo ra những bước sóng ngắn hơn. Khoảng thời gian xung ánh sáng có thể nhỏ hơn 100 femto giây.

## Nghiên cứu
Các xung ngắn làm cho nó có thể đo phản ứng hóa học quá nhanh để có thể bị bắt bởi các phương pháp khác. Bước sóng của tia X có thể dao động từ 0,05 đến 4,7 nm, cho phép đo ở quy mô chiều dài nguyên tử.
Ban đầu, có thể sử dụng một chùm tia photon với hai trạm thử nghiệm. Sau đó, nó sẽ được nâng cấp thành 5 chùm tia photon và tổng cộng 10 trạm thực nghiệm. Các chùm tia thí nghiệm cho phép các thí nghiệm khoa học độc đáo khai thác cường độ cao, kết hợp và cấu trúc thời gian của nguồn mới sẽ được tiến hành trong nhiều lĩnh vực bao gồm vật lý, hóa học, khoa học vật liệu, sinh học và công nghệ nano.

## Lịch sử
Bộ Giáo dục và Nghiên cứu Liên bang Đức đã cho phép xây dựng cơ sở này vào ngày 5 tháng 6 năm 2007 với chi phí là 850 triệu Euro, theo quy định rằng nó cần được tài trợ như là một dự án của châu Âu. XFEL GmbH của Châu Âu đã xây dựng và vận hành cơ sở này được thành lập vào năm 2009. Công tác xây dựng dân dụng của cơ sở bắt đầu vào ngày 8 tháng 1 năm 2009. Công tác xây dựng các đường hầm đã hoàn thành vào mùa hè năm 2012, và tất cả các công trình ngầm đã được hoàn thành vào năm sau. Các chùm đầu tiên được đẩy nhanh vào tháng 4 năm 2017, và các tia X đầu tiên được sản xuất vào tháng 5 năm 2017. XFEL được khánh thành vào tháng 9 năm 2017. [3] Tổng chi phí cho việc xây dựng và vận hành của cơ sở tính đến năm 2017 ước tính là 1,22 tỷ Euro (mức giá năm 2005). 